# Allumiere
Allumiere – miejscowość i gmina we Włoszech, w regionie Lacjum, w prowincji Rzym.
Według danych na rok 2004 gminę zamieszkiwały 4162 osoby, 45,2 os./km².
Od 1999 Allumiere jest gminą partnerską niemieckiego Eglfing.